# Typhon Jebi
Le typhon Jebi, appelé aux Philippines Typhon Maymay, est le plus intense cyclone tropical de l'hémisphère nord de 2018, et il est considéré comme le plus violent typhon à avoir frappé le Japon depuis le Typhon Yancy en 1993. Vingt-et-unième typhon de 2018, il s'est formé le 28 août. Il s'est rapidement intensifié la journée suivante, et il a atteint le pic de son intensité le 31 août, après avoir frappé les Îles Mariannes du Nord. Jebi s'est lentement affaibli le 2 septembre, et il a touché l'île de Shikoku et puis la région du Kansai au Japon le 4 septembre.

## Météorologie

Tableau des variations journalières de la vitesse du vent et de la pression

Une zone de basse pression s'est formée près des Îles Marshall le matin du 25 août.  Elle s'est développée le 27 août à tel point que  l'Agence météorologique du Japon (JMA) et le Joint Typhoon Warning Center l'ont alors classée comme dépression tropicale,. Le 28 août matin, elle a été classée comme tempête tropicale et a reçu le nom de Jebi de la JMA. Le 29 août, la JMA l'a classée comme typhon, après le développement d'un œil et d'une couverture dense au centre. Il s'est rapidement intensifié, est ensuite devenu le troisième super typhon et aussi le deuxième typhon de Catégorie 5 de la saison.
Le 4 septembre, Jebi est arrivé sur la partie sud de la préfecture de Tokushima autour de 12:00 JST (03:00 UTC), il a traversé la baie d'Osaka, est arrivé sur Kobe, la préfecture de Hyōgo autour de 14:00 JST (05:00 UTC), et il s'est déplacé sur les préfectures d'Osaka et de Kyoto avant de finalement émerger dans la mer du Japon peu de temps après 15:00 JST (06:00 UTC). En même temps, un front froid s'est formé au sud-ouest du typhon, indiquant le début d'une transition extratropicale. Le 5 septembre, après que la JTWC a émis un dernier avertissement à 00:00 JST (15:00 UTC), Jebi a été rétrogradé au rang de sévère tempête tropicale à 03:00 JST (18:00 UTC), quand il était situé près de la péninsule de Shakotan à Hokkaido. Il est alors devenu un cyclone extratropical au large de la côte de Samarga, Primorsky Krai, en Russie peu avant 10:00 VLAT (09:00 JST, ou 00:00 UTC) ; alors, l'ancien typhon a touché terre pour la troisième fois sur la région, avec des vents atteignant parfois 100 km/h.

## Impact

### Taïwan
Le typhon Jebi a causé de grosses vagues sur la côte est de Taïwan les 2 et 3 septembre lorsqu'il s'est réorienté vers le nord-est des Îles Ryukyu. Le 2 septembre, il a provoqué 6 décès,. La matinée suivante, une femme d'âge moyen a également été emportée par les vagues; toutefois, il a été signalé qu'il s'agissait peut-être d'un suicide.

### Japon

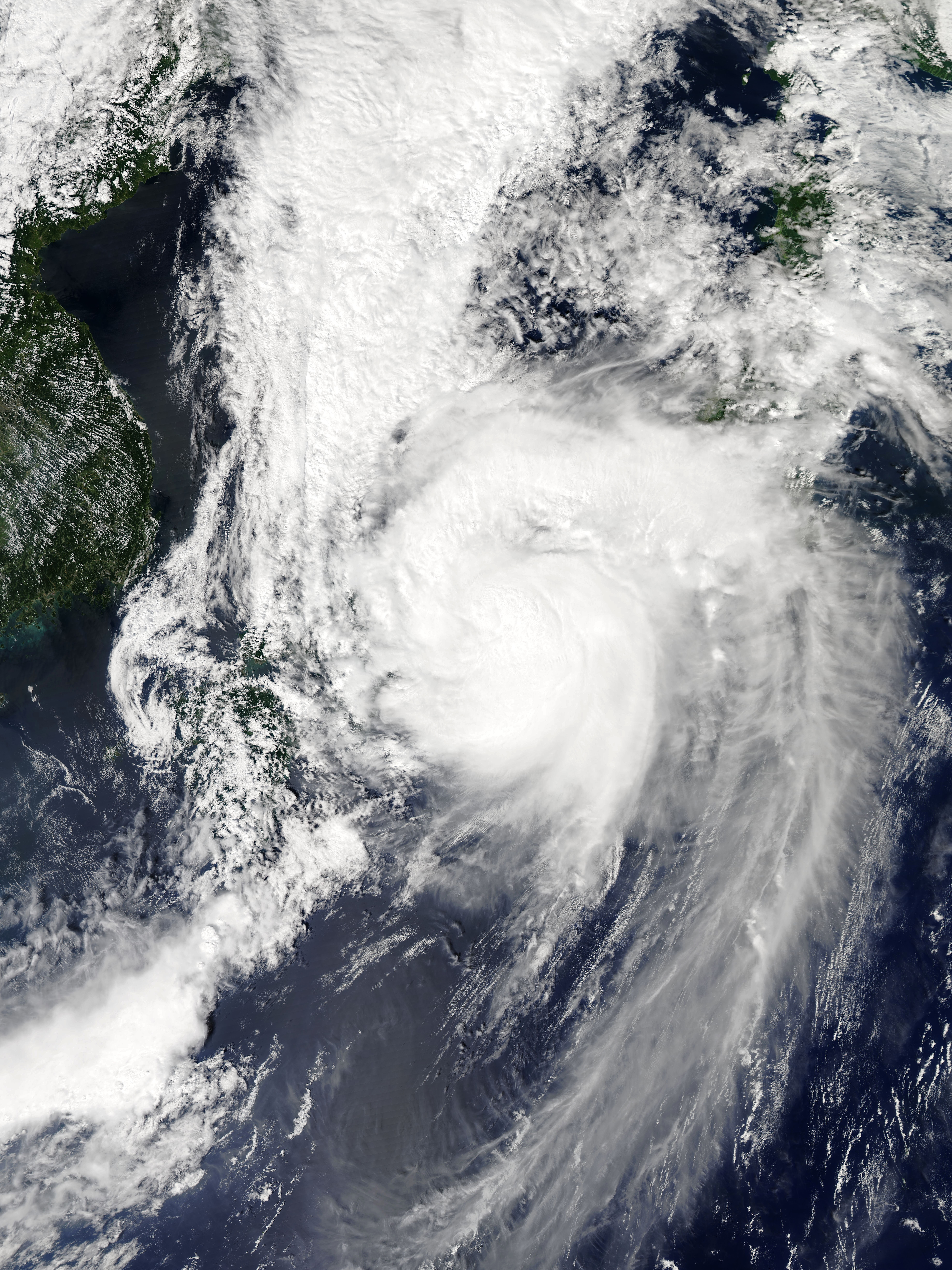
Le typhon Jebi sur la baie d'Osaka le 4 septembre

Le typhon Jebi est le plus intense cyclone tropical à avoir touché terre au Japon depuis le Typhon Yancy en 1993, causant d'importants dégâts dans la région du Kansai. 14 morts et plus de 600 blessés ont été signalés dans la région. L'aéroport international du Kansai, l'une des plus importantes plaques tournantes du transport au Japon, a été complètement fermé à cause des inondations. Un pétrolier a percuté le Sky Gate Bridge R et l'a gravement endommagé, ce qui a bloqué plus de 3 000 voyageurs et employés sur l'ile artificielle de l’aéroport. Huit autres bateaux ont rompu leurs amarres, mais ils n'ont pas causé de dommages. 4.967 immeubles ont été endommagés, et 2, 5 millions de foyers ont été temporairement privés d'électricité.